# آرمسترانگ ویتورث ای. دابلیو.۲۳
آرمسترانگ ویتورث ای. دابلیو.۲۳ (به انگلیسی: Armstrong Whitworth A.W.23) یک هواگرد ساختِ کارخانهٔ آرمسترانگ ویتورث ایرکرفت در کشور بریتانیا است که در سال ۱۹۳۵ ساخته شد. نخستین استفاده‌کنندهٔ این هواپیما نیروی هوایی سلطنتی بریتانیا بوده‌است. این هواگرد برای نخستین بار در ۱۹۳۵ میلادی مورد استفاده قرار گرفت.